# Eryk Klasek
Eryk Adolf Klasek (ur. 7 września 1939 w Miasteczku Śląskim) – polski kolejarz, poseł na Sejm PRL VII i VIII kadencji.

## Życiorys
Uzyskał wykształcenie zasadnicze zawodowe. Z zawodu ślusarz maszynowy, pracował jako mistrz w Lokomotywowni Polskich Kolei Państwowych w Tarnowskich Górach. W 1976 i 1980 uzyskiwał mandat posła na Sejm PRL VII i VIII kadencji w okręgu Bytom. Przez dwie kadencje zasiadał w Komisji Komunikacji i Łączności i Komisji Spraw Wewnętrznych i Wymiaru Sprawiedliwości. W VIII kadencji zasiadał ponadto w Komisji Planu Gospodarczego, Budżetu i Finansów.